# Jens van 't Wout
Jens van 't Wout, född 6 oktober 2001 i Laren, är en nederländsk skridskoåkare som tävlar i short track.

## Karriär
van 't Wout föddes i Nederländerna men flyttade med sin familj till Kanada som tvååring. Efter tio år återvände familjen till Nederländerna. Vid junior-VM i Montréal 2019 tog han silver på 3 000 meter stafett tillsammans med sin bror Melle van 't Wout, Sven Roes och Bram Steenaart.
I januari 2021 vid EM i Gdańsk tog van 't Wout guld tillsammans med Itzhak de Laat, Dylan Hoogerwerf och Sjinkie Knegt i 5 000 meter stafett. I mars 2021 vid VM i Dordrecht tog han också guld i 5 000 meter stafett tillsammans med Daan Breeuwsma, Itzhak de Laat och Sjinkie Knegt. I februari 2022 tävlade van 't Wout i fyra grenar vid OS i Peking.
I januari 2023 vid EM i Gdańsk tog van 't Wout guld på 1 500 meter samt silver på 500 och 1 000 meter. Han tog även guld tillsammans med Itzhak de Laat, Friso Emons och sin bror Melle van 't Wout i 5 000 meter stafett samt guld i 2 000 meter mixstafett tillsammans med Itzhak de Laat, Suzanne Schulting och Xandra Velzeboer.

## Personliga rekord
| Gren        | Tid      | Datum            | Ort                       |
| ----------- | -------- | ---------------- | ------------------------- |
| 500 meter   | 39,932   | 6 november 2022  | Salt Lake City, USA       |
| 1 000 meter | 1.23,263 | 21 november 2021 | Debrecen, Ungern          |
| 1 500 meter | 2.11,909 | 5 november 2022  | Salt Lake City, USA       |
| 3 000 meter | 5.07,171 | 5 januari 2020   | Leeuwarden, Nederländerna |

## Världscupsegrar

### Individuellt
| Nr | Datum            | Ort            | Gren    |
| -- | ---------------- | -------------- | ------- |
| 1. | 5 november 2022  | Salt Lake City | 1 500 m |
| 2. | 6 november 2022  | Salt Lake City | 500 m   |
| 3. | 10 december 2022 | Almaty         | 1 000 m |
| 4. | 29 oktober 2023  | Montréal       | 1 000 m |

### I lag
| Nr | Datum            | Ort       |
| -- | ---------------- | --------- |
| 1. | 24 oktober 2021  | Peking    |
| 2. | 28 november 2021 | Dordrecht |
| 3. | 11 februari 2023 | Dordrecht |
| 4. | 9 december 2023  | Peking    |
| 5. | 16 december 2023 | Seoul     |

1. ↑  Med Itzhak de Laat, Sjinkie Knegt och Sven Roes.
2. ↑  Med Sjinkie Knegt, Selma Poutsma och Suzanne Schulting.
3. ↑  Med Itzhak de Laat, Suzanne Schulting och Xandra Velzeboer.
4. ↑  Med Teun Boer, Selma Poutsma och Xandra Velzeboer.
5. ↑  Med Teun Boer, Kay Huisman, Selma Poutsma och Xandra Velzeboer.